# Strada Provinciale 103 Cassanese
La strada provinciale 103 Cassanese è una strada provinciale della Città metropolitana di Milano, che collega Lambrate alla TEEM (A58) dove si dirama fino a Cassano d'Adda.

## Percorso

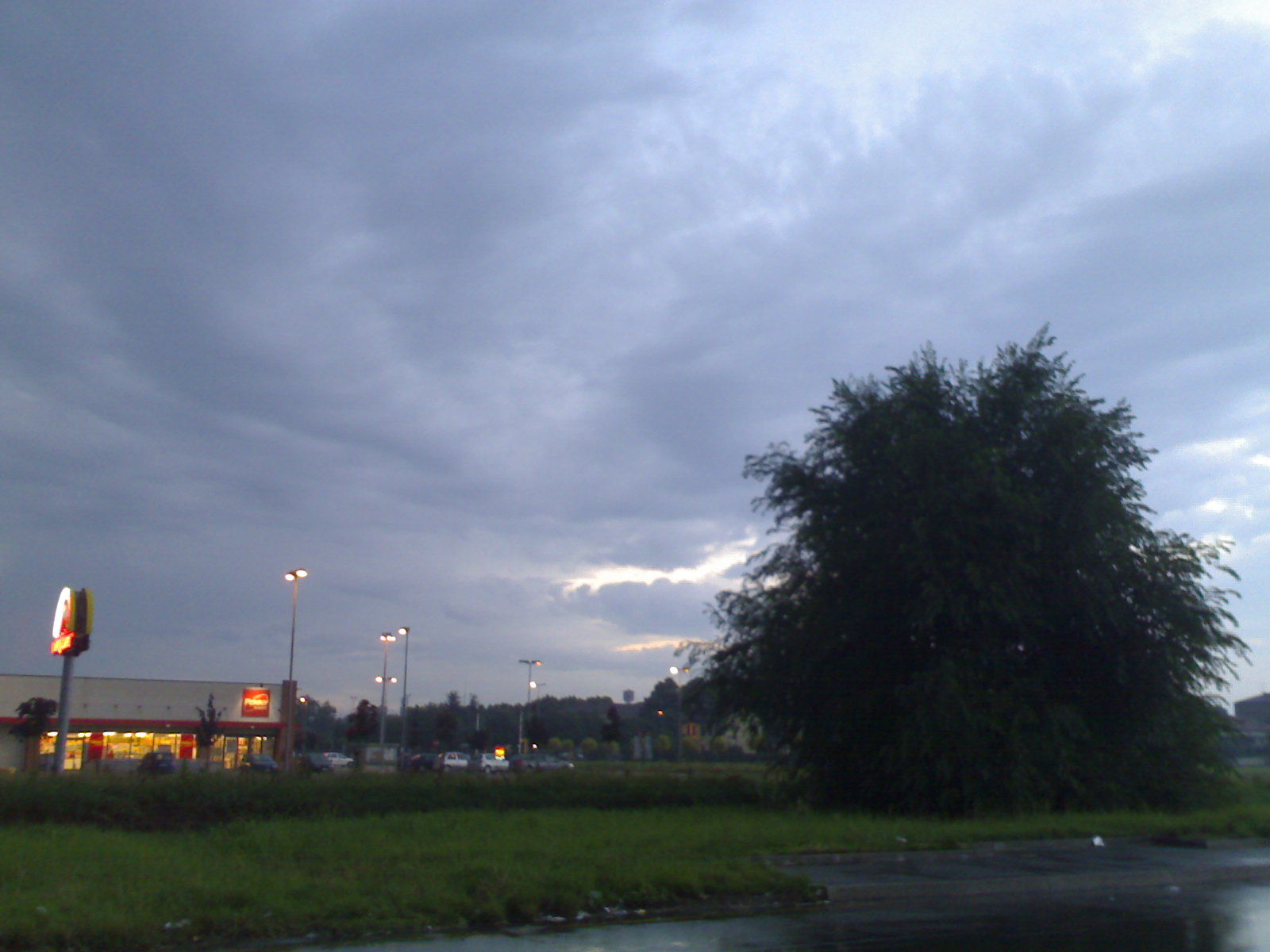
La Cassanese intravista a Pioltello

La strada, lunga 21 km, comincia a Lambrate, al bivio della Tangenziale Est, e arriva a Pioltello sotto forma di strada extraurbana principale a 2 carreggiate con 4 corsie di marcia, si incrocia con la via Cerca dove diventa una strada extraurbana secondaria con 1 corsia per senso di marcia, attraversa Pozzuolo per arrivare infine a Cassano. Le ruspe sono in azione per creare una più agevole Cassanese-bis.